# Cresserons
Cresserons ist eine französische Gemeinde mit 1.078 Einwohnern (Stand: 1. Januar 2022) im Département Calvados in der Region Normandie. Sie gehört zum Arrondissement Caen und zum Kanton Courseulles-sur-Mer. Die Einwohner werden Cresseronnais genannt.

## Geografie
Cresserons liegt etwa elf Kilometer nördlich von Caen nahe der Küste des Ärmelkanals (Abschnitt der Perlmuttküste – Côte de Nacre). Umgeben wird Cresserons von den Nachbargemeinden Luc-sur-Mer im Norden, Lion-sur-Mer im Nordosten, Hermanville-sur-Mer im Osten, Plumetot und Mathieu im Süden sowie Douvres-la-Délivrande im Westen.

## Bevölkerungsentwicklung
| Jahr                       | 1962 | 1968 | 1975 | 1982 | 1990 | 1999 | 2006 | 2012 | 2019 |
| Einwohner                  | 405  | 393  | 435  | 785  | 953  | 1202 | 1215 | 1192 | 1116 |
| Quellen: Cassini und INSEE |      |      |      |      |      |      |      |      |      |

## Sehenswürdigkeiten
- Katholische Kirche Saint-Jacques aus dem 15. Jahrhundert (Westfassade aus dem 12. Jahrhundert), Monument historique
- Protestantische Kirche von 1877

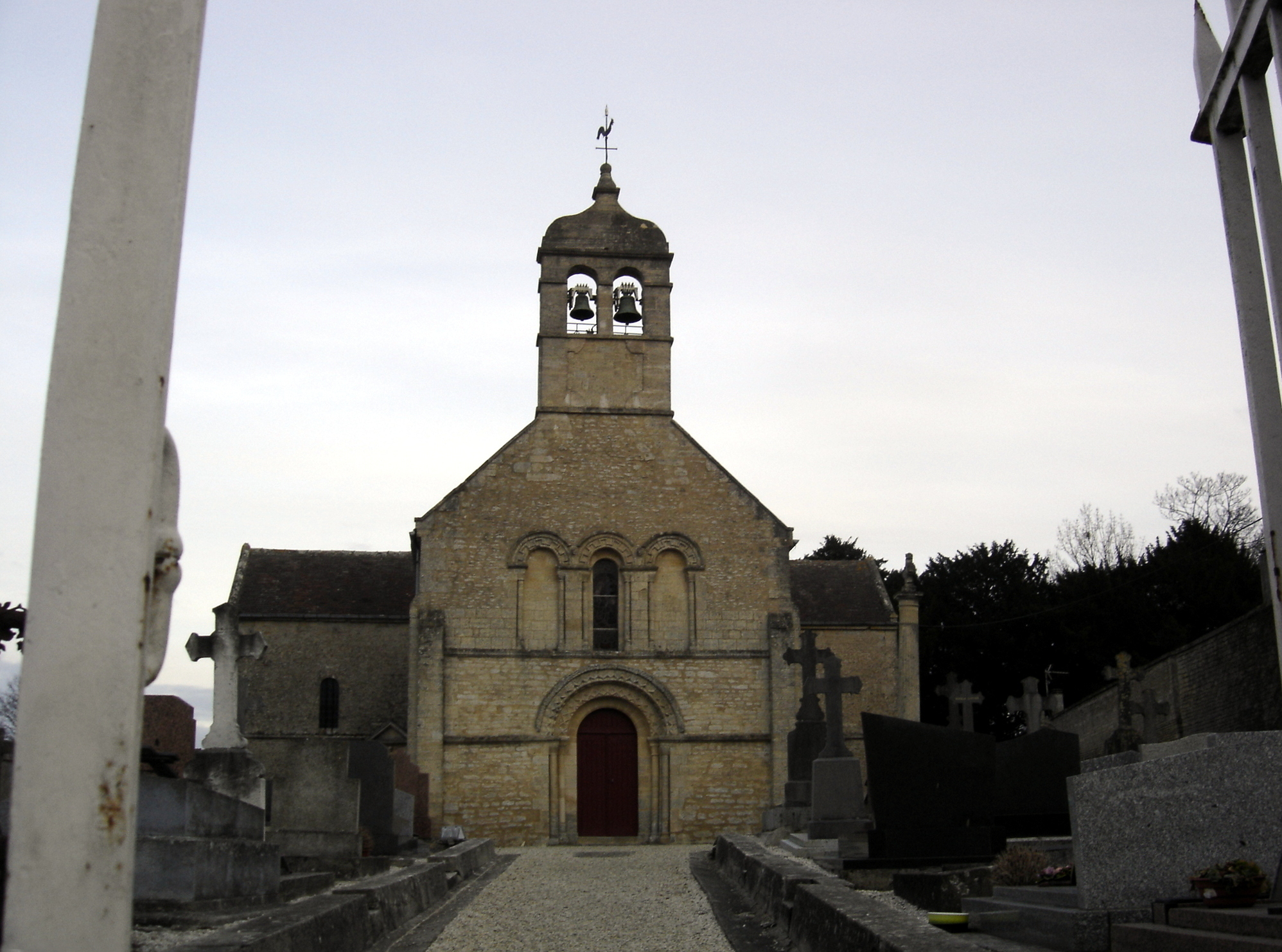
Kirche Saint-Jacques
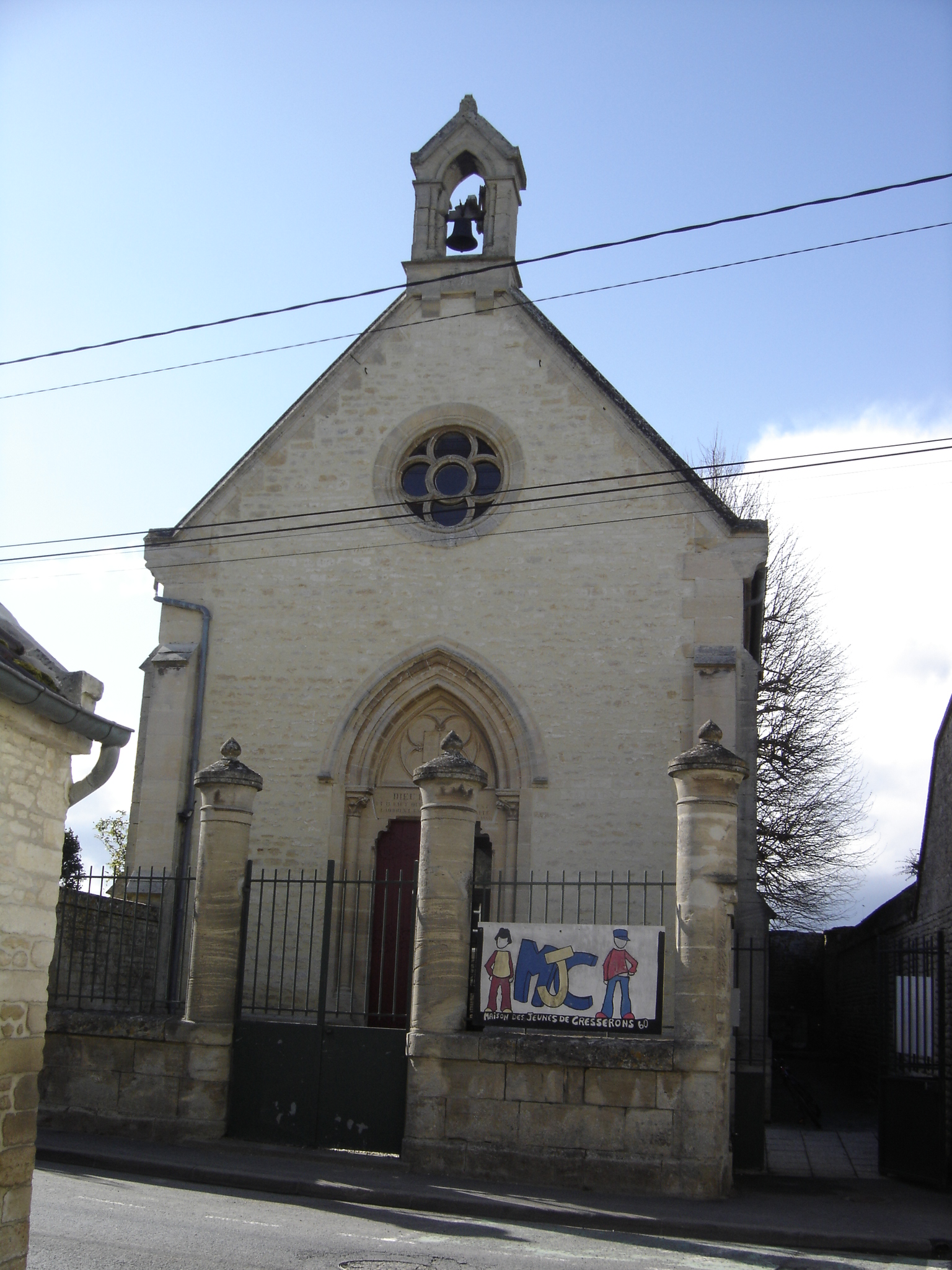
Protestantische Kirche

## Partnergemeinden
Mit der deutschen Gemeinde Gerbrunn in Unterfranken (Bayern, seit 2000) und mit der rumänischen Gemeinde Satu Mic (seit 1991) bestehen Partnerschaften.